# U17-Europamästerskapet i fotboll för damer 2014
U17-Europamästerskapet i fotboll för damer 2014 spelades i England 26 november-8 december 2013.

## Gruppspel

### Grupp A
| Nr | Lag       | S | V | O | F | GM | IM | MS | P |
| -- | --------- | - | - | - | - | -- | -- | -- | - |
| 1  | Italien   | 3 | 2 | 0 | 1 | 3  | 1  | +2 | 6 |
| 2  | England   | 3 | 2 | 0 | 1 | 8  | 3  | +5 | 6 |
| 3  | Österrike | 3 | 1 | 1 | 1 | 2  | 2  | 0  | 4 |
| 4  | Portugal  | 3 | 0 | 1 | 2 | 1  | 8  | −7 | 1 |

|             | 26 november 2013 | England | 0 – 1           | Italien                | New Bucks Head                                       |                                                      |
| 13:30 UTC±0 | 13:30 UTC±0      |         | (0 – 0) Rapport | 74′ Federica Cavicchia | Telford Publik: 2 185 Domare: Sara Persson (Sverige) | Telford Publik: 2 185 Domare: Sara Persson (Sverige) |
| 13:30 UTC±0 | 13:30 UTC±0      |         |                 |                        | Telford Publik: 2 185 Domare: Sara Persson (Sverige) | Telford Publik: 2 185 Domare: Sara Persson (Sverige) |
| 13:30 UTC±0 | 13:30 UTC±0      |         |                 |                        | Telford Publik: 2 185 Domare: Sara Persson (Sverige) | Telford Publik: 2 185 Domare: Sara Persson (Sverige) |

|             | 26 november 2013 | Österrike | 0 – 0   | Portugal | New Bucks Head                                         |                                                        |
| 20:00 UTC±0 | 20:00 UTC±0      |           | Rapport |          | Telford Publik: 404 Domare: Irina Turovskaya (Belarus) | Telford Publik: 404 Domare: Irina Turovskaya (Belarus) |
| 20:00 UTC±0 | 20:00 UTC±0      |           |         |          | Telford Publik: 404 Domare: Irina Turovskaya (Belarus) | Telford Publik: 404 Domare: Irina Turovskaya (Belarus) |
| 20:00 UTC±0 | 20:00 UTC±0      |           |         |          | Telford Publik: 404 Domare: Irina Turovskaya (Belarus) | Telford Publik: 404 Domare: Irina Turovskaya (Belarus) |

|             | 29 november 2013 | Italien                                   | 2 – 0           | Portugal | De Montfort Park                                     |                                                      |
| 13:30 UTC±0 | 13:30 UTC±0      | Manuela Giugliano 7′ Gloria Marinelli 76′ | (1 – 0) Rapport |          | Hinckley Publik: 381 Domare: Ana Jovanović (Serbien) | Hinckley Publik: 381 Domare: Ana Jovanović (Serbien) |
| 13:30 UTC±0 | 13:30 UTC±0      |                                           |                 |          | Hinckley Publik: 381 Domare: Ana Jovanović (Serbien) | Hinckley Publik: 381 Domare: Ana Jovanović (Serbien) |
| 13:30 UTC±0 | 13:30 UTC±0      |                                           |                 |          | Hinckley Publik: 381 Domare: Ana Jovanović (Serbien) | Hinckley Publik: 381 Domare: Ana Jovanović (Serbien) |

|             | 29 november 2013 | England                               | 2 – 1           | Österrike            | Proact Stadium                                               |                                                              |
| 20:00 UTC±0 | 20:00 UTC±0      | Ashleigh Plumptre 27′ Lucy Porter 59′ | (1 – 1) Rapport | 15′ Nina Wasserbauer | Chesterfield Publik: 2 011 Domare: Lina Lehtovaara (Finland) | Chesterfield Publik: 2 011 Domare: Lina Lehtovaara (Finland) |
| 20:00 UTC±0 | 20:00 UTC±0      |                                       |                 |                      | Chesterfield Publik: 2 011 Domare: Lina Lehtovaara (Finland) | Chesterfield Publik: 2 011 Domare: Lina Lehtovaara (Finland) |
| 20:00 UTC±0 | 20:00 UTC±0      |                                       |                 |                      | Chesterfield Publik: 2 011 Domare: Lina Lehtovaara (Finland) | Chesterfield Publik: 2 011 Domare: Lina Lehtovaara (Finland) |

|             | 2 december 2013 | Portugal            | 1 – 6           | England | Pirelli Stadium                                                 |                                                                 |
| 13:30 UTC±0 | 13:30 UTC±0     | Leandra Pereira 40′ | (1 – 3) Rapport | 10′ Mollie Rouse 33′ Evie Clarke 35′ Atlanta Primus 52′ Chloe Kelly 57′ (str.) Alice Hassall 65′ Lucy Porter | Burton upon Trent Publik: 1 991 Domare: Ana Jovanović (Serbien) | Burton upon Trent Publik: 1 991 Domare: Ana Jovanović (Serbien) |
| 13:30 UTC±0 | 13:30 UTC±0     |                     |                 | | Burton upon Trent Publik: 1 991 Domare: Ana Jovanović (Serbien) | Burton upon Trent Publik: 1 991 Domare: Ana Jovanović (Serbien) |
| 13:30 UTC±0 | 13:30 UTC±0     |                     |                 | | Burton upon Trent Publik: 1 991 Domare: Ana Jovanović (Serbien) | Burton upon Trent Publik: 1 991 Domare: Ana Jovanović (Serbien) |

|             | 2 december 2013 | Italien | 0 – 1           | Österrike         | New Bucks Head                                       |                                                      |
| 13:30 UTC±0 | 13:30 UTC±0     |         | (0 – 1) Rapport | 36′ Barbara Dunst | Telford Publik: 416 Domare: Vesna Budimir (Kroatien) | Telford Publik: 416 Domare: Vesna Budimir (Kroatien) |
| 13:30 UTC±0 | 13:30 UTC±0     |         |                 |                   | Telford Publik: 416 Domare: Vesna Budimir (Kroatien) | Telford Publik: 416 Domare: Vesna Budimir (Kroatien) |
| 13:30 UTC±0 | 13:30 UTC±0     |         |                 |                   | Telford Publik: 416 Domare: Vesna Budimir (Kroatien) | Telford Publik: 416 Domare: Vesna Budimir (Kroatien) |

### Grupp B
| Nr | Lag       | S | V | O | F | GM | IM | MS | P |
| -- | --------- | - | - | - | - | -- | -- | -- | - |
| 1  | Spanien   | 3 | 2 | 1 | 0 | 6  | 0  | +6 | 7 |
| 2  | Tyskland  | 3 | 2 | 0 | 1 | 8  | 6  | +2 | 6 |
| 3  | Frankrike | 3 | 1 | 0 | 2 | 1  | 6  | −5 | 3 |
| 4  | Skottland | 3 | 0 | 1 | 2 | 2  | 5  | −3 | 1 |

|             | 26 november 2013 | Tyskland                                   | 4 – 2           | Skottland                           | De Montfort Park                                         |                                                          |
| 13:30 UTC±0 | 13:30 UTC±0      | Saskia Meier 9′ Jasmin Sehan 12′, 35′, 77′ | (3 – 0) Rapport | 60′ Kirsty Howat 68′ Alyshia Walker | Hinckley Publik: 368 Domare: Zuzana Štrpková (Slovakien) | Hinckley Publik: 368 Domare: Zuzana Štrpková (Slovakien) |
| 13:30 UTC±0 | 13:30 UTC±0      |                                            |                 |                                     | Hinckley Publik: 368 Domare: Zuzana Štrpková (Slovakien) | Hinckley Publik: 368 Domare: Zuzana Štrpková (Slovakien) |
| 13:30 UTC±0 | 13:30 UTC±0      |                                            |                 |                                     | Hinckley Publik: 368 Domare: Zuzana Štrpková (Slovakien) | Hinckley Publik: 368 Domare: Zuzana Štrpková (Slovakien) |

|             | 26 november 2013 | Frankrike | 0 – 2           | Spanien                                     | De Montfort Park                                       |                                                        |
| 20:00 UTC±0 | 20:00 UTC±0      |           | (0 – 1) Rapport | 31′ Mireya García Boa 53′ Patricia Guijarro | Hinckley Publik: 619 Domare: Lina Lehtovaara (Finland) | Hinckley Publik: 619 Domare: Lina Lehtovaara (Finland) |
| 20:00 UTC±0 | 20:00 UTC±0      |           |                 |                                             | Hinckley Publik: 619 Domare: Lina Lehtovaara (Finland) | Hinckley Publik: 619 Domare: Lina Lehtovaara (Finland) |
| 20:00 UTC±0 | 20:00 UTC±0      |           |                 |                                             | Hinckley Publik: 619 Domare: Lina Lehtovaara (Finland) | Hinckley Publik: 619 Domare: Lina Lehtovaara (Finland) |

|             | 29 november 2013 | Tyskland                                                                  | 4 – 0           | Frankrike | New Bucks Head                                       |                                                      |
| 13:30 UTC±0 | 13:30 UTC±0      | Jasmin Sehan 4′ Nina Ehegötz 26′ Ricarda Walkling 42′ Michaela Specht 71′ | (2 – 0) Rapport |           | Telford Publik: 367 Domare: Vesna Budimir (Kroatien) | Telford Publik: 367 Domare: Vesna Budimir (Kroatien) |
| 13:30 UTC±0 | 13:30 UTC±0      |                                                                           |                 |           | Telford Publik: 367 Domare: Vesna Budimir (Kroatien) | Telford Publik: 367 Domare: Vesna Budimir (Kroatien) |
| 13:30 UTC±0 | 13:30 UTC±0      |                                                                           |                 |           | Telford Publik: 367 Domare: Vesna Budimir (Kroatien) | Telford Publik: 367 Domare: Vesna Budimir (Kroatien) |

|             | 29 november 2013 | Skottland | 0 – 0   | Spanien | Pirelli Stadium                                                  |                                                                  |
| 20:00 UTC±0 | 20:00 UTC±0      |           | Rapport |         | Burton upon Trent Publik: 313 Domare: Irina Turovskaya (Belarus) | Burton upon Trent Publik: 313 Domare: Irina Turovskaya (Belarus) |
| 20:00 UTC±0 | 20:00 UTC±0      |           |         |         | Burton upon Trent Publik: 313 Domare: Irina Turovskaya (Belarus) | Burton upon Trent Publik: 313 Domare: Irina Turovskaya (Belarus) |
| 20:00 UTC±0 | 20:00 UTC±0      |           |         |         | Burton upon Trent Publik: 313 Domare: Irina Turovskaya (Belarus) | Burton upon Trent Publik: 313 Domare: Irina Turovskaya (Belarus) |

|             | 2 december 2013 | Spanien                                         | 4 – 0           | Tyskland | De Montfort Park                                         |                                                          |
| 13:30 UTC±0 | 13:30 UTC±0     | Andrea Sánchez 13′, 60′ Aitana Bonmati 71′, 74′ | (1 – 0) Rapport |          | Hinckley Publik: 343 Domare: Zuzana Štrpková (Slovakien) | Hinckley Publik: 343 Domare: Zuzana Štrpková (Slovakien) |
| 13:30 UTC±0 | 13:30 UTC±0     |                                                 |                 |          | Hinckley Publik: 343 Domare: Zuzana Štrpková (Slovakien) | Hinckley Publik: 343 Domare: Zuzana Štrpková (Slovakien) |
| 13:30 UTC±0 | 13:30 UTC±0     |                                                 |                 |          | Hinckley Publik: 343 Domare: Zuzana Štrpková (Slovakien) | Hinckley Publik: 343 Domare: Zuzana Štrpková (Slovakien) |

|             | 2 december 2013 | Skottland | 0 – 1           | Frankrike           | Proact Stadium                                          |                                                         |
| 13:30 UTC±0 | 13:30 UTC±0     |           | (0 – 0) Rapport | 62′ Julie Marichaud | Chesterfield Publik: 461 Domare: Sara Persson (Sverige) | Chesterfield Publik: 461 Domare: Sara Persson (Sverige) |
| 13:30 UTC±0 | 13:30 UTC±0     |           |                 |                     | Chesterfield Publik: 461 Domare: Sara Persson (Sverige) | Chesterfield Publik: 461 Domare: Sara Persson (Sverige) |
| 13:30 UTC±0 | 13:30 UTC±0     |           |                 |                     | Chesterfield Publik: 461 Domare: Sara Persson (Sverige) | Chesterfield Publik: 461 Domare: Sara Persson (Sverige) |

## Slutspel

### Slutspelsträd
|  | Semifinaler | Semifinaler |       |                | Final           | Final |  |
|  |             |             |       |                |                 |       |  |
|  |             |             |       |                |                 |       |  |
|  | Italien     | 0           |       |                |                 |       |  |
|  | Tyskland    | 1           |       |                |                 |       |  |
|  |             |             |       |                |                 |       |  |
|  |             |             |       |                |                 |       |  |
|  |             |             |       |                | Tyskland (str.) | 1 (3) |  |
|  |             | Spanien     | 1 (1) |                |                 |       |  |
|  |             |             |       |                |                 |       |  |
|  |             |             |       |                |                 |       |  |
|  |             |             |       |                | Bronsmatch      |       |  |
|  |             |             |       |                |                 |       |  |
|  | Spanien     | 3           |       | Italien (str.) | 0 (4)           |       |  |
|  | England     | 0           |       |                | England         | 0 (3) |  |

### Semifinaler
|             | 5 december 2013 | Italien | 0 – 1           | Tyskland             | Proact Stadium                                       |                                                      |
| 18:30 UTC±0 | 18:30 UTC±0     |         | (0 – 1) Rapport | 15′ Ricarda Walkling | Chesterfield Publik: 381 Domare: Ana Minić (Serbien) | Chesterfield Publik: 381 Domare: Ana Minić (Serbien) |
| 18:30 UTC±0 | 18:30 UTC±0     |         |                 |                      | Chesterfield Publik: 381 Domare: Ana Minić (Serbien) | Chesterfield Publik: 381 Domare: Ana Minić (Serbien) |
| 18:30 UTC±0 | 18:30 UTC±0     |         |                 |                      | Chesterfield Publik: 381 Domare: Ana Minić (Serbien) | Chesterfield Publik: 381 Domare: Ana Minić (Serbien) |

|             | 5 december 2013 | Spanien                                   | 3 – 0   | England | Pirelli Stadium                                                |                                                                |
| 20:00 UTC±0 | 20:00 UTC±0     | Andrea Sánchez 16′, 79′ Pilar Garrote 55′ | Rapport |         | Burton upon Trent Publik: 887 Domare: Vesna Budimir (Kroatien) | Burton upon Trent Publik: 887 Domare: Vesna Budimir (Kroatien) |
| 20:00 UTC±0 | 20:00 UTC±0     |                                           |         |         | Burton upon Trent Publik: 887 Domare: Vesna Budimir (Kroatien) | Burton upon Trent Publik: 887 Domare: Vesna Budimir (Kroatien) |
| 20:00 UTC±0 | 20:00 UTC±0     |                                           |         |         | Burton upon Trent Publik: 887 Domare: Vesna Budimir (Kroatien) | Burton upon Trent Publik: 887 Domare: Vesna Budimir (Kroatien) |

### Bronsmatch
|             | 8 december 2013 | Italien                                                                         | 0 – 0                      | England                                                             | Pirelli Stadium                                                   |                                                                   |
| 13:00 UTC±0 | 13:00 UTC±0     |                                                                                 | Rapport                    |                                                                     | Burton upon Trent Publik: 530 Domare: Zuzana Štrpková (Slovakien) | Burton upon Trent Publik: 530 Domare: Zuzana Štrpková (Slovakien) |
| 13:00 UTC±0 | 13:00 UTC±0     |                                                                                 |                            |                                                                     | Burton upon Trent Publik: 530 Domare: Zuzana Štrpková (Slovakien) | Burton upon Trent Publik: 530 Domare: Zuzana Štrpková (Slovakien) |
| 13:00 UTC±0 | 13:00 UTC±0     | Lisa Boattin Manuela Giugliano Gloria Marinelli Francesca Durante Marta Vergani | Straffsparksläggning 4 – 3 | Alice Hassall Leah Williamson Chloe Kelly Brogan McHugh Keira Walsh | Burton upon Trent Publik: 530 Domare: Zuzana Štrpková (Slovakien) | Burton upon Trent Publik: 530 Domare: Zuzana Štrpková (Slovakien) |

### Final
|             | 8 december 2013 | Tyskland                                              | 1 – 1                      | Spanien                                                           | Proact Stadium                                            |                                                           |
| 18:00 UTC±0 | 18:00 UTC±0     | Isabella Hartig 76′                                   | (0 – 1) Rapport            | 9′ Patricia Guijarro                                              | Chesterfield Publik: 1 196 Domare: Sara Persson (Sverige) | Chesterfield Publik: 1 196 Domare: Sara Persson (Sverige) |
| 18:00 UTC±0 | 18:00 UTC±0     |                                                       |                            |                                                                   | Chesterfield Publik: 1 196 Domare: Sara Persson (Sverige) | Chesterfield Publik: 1 196 Domare: Sara Persson (Sverige) |
| 18:00 UTC±0 | 18:00 UTC±0     | Saskia Meier Jasmin Sehan Laura Widak Isabella Hartig | Straffsparksläggning 3 – 1 | Patricia Guijarro Mireya García Boa Nahikari García Pilar Garrote | Chesterfield Publik: 1 196 Domare: Sara Persson (Sverige) | Chesterfield Publik: 1 196 Domare: Sara Persson (Sverige) |

## Slutställning
| Nr | Lag       | S | V | O | F | GM | IM | MS | P  |
| -- | --------- | - | - | - | - | -- | -- | -- | -- |
| 1  | Tyskland  | 5 | 3 | 1 | 1 | 10 | 7  | +3 | 10 |
| 2  | Spanien   | 5 | 3 | 2 | 0 | 10 | 1  | +9 | 11 |
| 3  | Italien   | 5 | 2 | 1 | 2 | 3  | 2  | +1 | 7  |
| 4  | England   | 5 | 2 | 1 | 2 | 8  | 6  | +2 | 7  |
| 5  | Österrike | 3 | 1 | 1 | 1 | 2  | 2  | 0  | 4  |
| 5  | Frankrike | 3 | 1 | 0 | 2 | 1  | 6  | −5 | 3  |
| 5  | Skottland | 3 | 0 | 1 | 2 | 2  | 5  | −3 | 1  |
| 5  | Portugal  | 3 | 0 | 1 | 2 | 1  | 8  | −7 | 1  |